# Тібор Віг
Тібор Віг (англ. Tibor Vigh, нар. 24 грудня 1941, Будапешт) — канадський футболіст угорського походження, що грав на позиції нападника зокрема за національну збірну Канади.

## Клубна кар'єра
Народився 24 грудня 1941 року в Будапешті. Починав займатися футболом на батьківщині у клубній структурі «Ференцвароша».
Згодом емігрував до Канади, де грав за команду «Віндзор Тевтонія», після чого протягом 1965–1969 грав за низку клубів у США. 
1969 року продовжив футбольну кар'єру у Мексиці, де провів по одному сезон в «Лагуні» та «Торреоні». 
Протягом 1973 року грав спочатку за «Нью-Йорк Космос», а згодом за «Монреаль Олімпік».
Завершив ігрову кар'єру у команді «Нью-Йорк Грік Америкенс», за яку виступав протягом 1974 року.

## Виступи за збірну
1968 року дебютував в офіційних матчах у складі національної збірної Канади.
Загалом того року взяв участь у чотирьох іграх відбору на ЧС-1970, у яких забив два голи.
| Дата       | Місто    | Господарі          | Результат | Гості              | Турнір            | Голи | Примітки |
| ---------- | -------- | ------------------ | --------- | ------------------ | ----------------- | ---- | -------- |
| 6-10-1968  | Торонто  | Канада             | 4 – 0     | Бермудські Острови | Відбір до ЧС 1970 | 1    |          |
| 17-10-1968 | Торонто  | Канада             | 4 – 2     | США                | Відбір до ЧС 1970 | 1    |          |
| 20-10-1968 | Девоншир | Бермудські Острови | 0 – 0     | Канада             | Відбір до ЧС 1970 | -    |          |
| 27-10-1968 | Атланта  | США                | 1 – 0     | Канада             | Відбір до ЧС 1970 | -    |          |
| Усього     |          | Матчів             | 4         |                    | Голів             | 2    |          |